# Lisa Wahlandt
Lisa Wahlandt (* 6. Oktober 1971 in Postmünster) ist eine deutsche Jazz- und Popsängerin.

## Leben und Wirken
Wahlandt, die zunächst als Sekretärin arbeitete, war zuerst im Gitarren-Gesangs-Duo Joni und Lisa aktiv. Von 1992 bis 1996 studierte sie Jazzgesang am Bruckner Konservatorium in Linz, wobei sie 1994 ein Stipendium für die Manhattan School of Music in New York erhielt. 1996 veröffentlichte sie ihr Debüt-Album Live mit der Gruppe Mind Games und Gasttrompeter Claudio Roditi; mit dem Nachfolgeralbum Mind Games Plays the Music of Stan Getz and Astrud Gilberto erreichte die Gruppe Platz 1 der Jazz-Charts in Singapur.
Im Jahr 2000 veröffentlichte Wahlandt mit Martin Kälberer das Album Gute Nacht Lieder. Weitere Tonträger, unter anderem mit Marlene 2003 ein Tributalbum an Marlene Dietrich und zwei Einspielungen mit dem Trio ELF, folgten. Auch auf dem Album Strange World von Roberto di Gioia ist sie zu hören. 2010 veröffentlichte Wahlandt ihr Album Stay a While, auf dem sie unter anderem eine Coverversion vom Prince-Song Kiss sang. Gemeinsam mit Andrea Hermenau und der Bassistin und Sängerin Christiane Öttl bildete sie das Trio Die drei Damen, das drei Alben vorlegte. 2023 interpretierte sie auf ihrem Album Seems Like Yesterday überwiegend Popsongs.

## Preise und Auszeichnungen
Wahlandt erhielt 2002 den Newcomer-Preis der Süddeutschen Zeitung und des Bayerischen Rundfunks für die CD Bossa Nova Affair mit Mulo Francel. 2006 wurde sie gemeinsam mit Gerwin Eisenhauer und Bernd Meyer mit dem Preis des Goethe-Instituts für die Vertonung Gesang der Geister über den Wassern ausgezeichnet.

## Diskographische Hinweise
- Lisa Wahlandt meets Mulo Francel Brisa do Mar (GLM 2008)
- Big Yellow Taxi (Nasswetter 2011, mit Kurt Härtl, Thorsten Soos, Helmut Sinz und Stephan Staudt)
- Wowowonder (Enja 2012, mit Walter Lang, Sven Faller, Gerwin Eisenhauer)
- Lisa Wahlandt/Andrea Hermenau/Christiane Öttl Die Drei Damen (Enja yellowbird, 2014)
- Lisa Wahlandt/Sven Faller: Home for Christmas (Enja yellowbird, 2014, sowie mit Walter Lang, Jan Eschke, Andreas Dombert, Azhar Kamal)
- Die Drei Damen: Träum weiter (Enja yellowbird, 2016)
- Die Drei Damen: Venus in the Backyard (Enja yellowbird, 2018)
- Lisa Wahlandt Quartet: Seems Like Yesterday (Enja yellowbird, 2023, mit Jan Eschke, Sven Faller, Manfred Mildenberger)